# Elk Grove
Elk Grove – miasto w Stanach Zjednoczonych, w stanie Kalifornia, w hrabstwie Sacramento. Około 136 tys. mieszkańców (2007).
.